# Choroby ryb akwariowych
Choroby ryb akwariowych – zespół chorób stanowiących duży problem szczególnie dla początkujących akwarystów. Ich powstawanie jest zwykle skutkiem zaniedbań - niewłaściwą temperaturą, składem chemicznym wody, nieodpowiednim pokarmem lub tzw. przerybieniem (zbyt dużo ryb w stosunku do objętości zbiornika). Osłabione w ten sposób ryby stają się łatwiejszym łupem dla bakterii, wirusów, grzybów, czy pasożytów. Częstą przyczyną zachorowań jest także wprowadzenie do akwarium z zewnątrz chorych ryb i roślin, lub zakażonych nosicieli chorób.  
Choroby ryb można podzielić na dwie podstawowe grupy: 
- choroby zewnętrzne - dotyczące skóry, skrzeli i płetw - łatwiejsze do rozpoznania, a tym samym - do leczenia
- choroby wewnętrzne - wymagające wnikliwej obserwacji, trudniejsze do rozpoznania i leczenia.

Do najczęściej spotykanych chorób ryb akwariowych zalicza się:

## Choroby wywoływane niekorzystnymi czynnikami środowiska
- Choroba gazowa
- Choroba kwasowa
- Choroba zasadowa
- Przyducha

## Choroby powodowane nieprawidłowym żywieniem
- otłuszczenie narządów wewnętrznych
- zapalenie przewodu pokarmowego

## Choroby wirusowe i bakteryjne
- limfocystoza
- choroba bawełniana, fleksibakterioza
- mykobakterioza ryb
- nokardioza ryb
- ospa karpi
- posocznica u ryb (tzw. puchlina wodna)
- zakaźne zapalenie skóry
- martwica płetw[1]

## Choroby grzybicze
- ichtiosporidioza (ichtiofonoza)
- Saprolegnioza, pleśniawka, (powodowana przez grzyby z rodzaju Saprolegnia)

## Choroby pasożytnicze
- Chilodonelloza
- Kostioza, ichtiobodoza
- Ichtioftirioza (ospa rybia, kulorzęsek)
- Oodinioza, (choroba aksamitna, choroba welwetowa, choroba złotego piasku, choroba rdzy)
- Spironukleoza